# Hitzewelle in Indien 2019
Mai und Juni 2019 waren Indien und Pakistan einer schwerwiegenden Hitzewelle ausgesetzt.
Die höchste gemessene Temperatur trat in Churu, Rajasthan auf und betrug 50,8 °C.
Bis zum 12. Juni 2019 dauerte die Hitzewelle 32 Tage an und war damit die zweitlängste, die jemals aufgezeichnet wurde.

## Meteorologie
Mitte Mai setzte die Hitzewelle ein.
Schon Anfang Juni gab die indische Wetterbehörde in Rajasthan und in nahe gelegenen Gebieten wie Delhi eine Hitze-Warnung heraus. Zu einem Zeitpunkt befanden sich 11 der 15 wärmsten Orte der Welt in Indien.
Die hohen Temperaturen haben zahlreiche Rekorde in indischen Städten gebrochen. Am 2. Juni 2019 wurde in der Stadt Churu eine Temperatur von 50,8 °C gemessen, nur zwei Zehntel Grad Celsius unter der landesweit höchsten Temperatur von 51 °C, die während der Hitzewelle von 2016 auftrat. Am 9. Juni 2019 erreichten die Temperaturen in Prayagraj 48,9 °C und brachen damit alle bisherigen Rekorde in der Metropole. Am 10. Juni 2019 erreichte die Temperatur in Delhi 48 °C, auch ein neues Rekordhoch für die Stadt.
Ursache der Hitzewelle war ein deutlich verspäteter Monsun, er traf erst am 6. Juni in Kerala und am 12. Juni in Delhi ein, mit den damit verbundenen Temperaturstürzen. Begleitet wurde das Ende von Sturzfluten und Sandstürmen.
Das indische Institut für Tropenmeteorologie hat mehrere Faktoren als mögliche Ursache identifiziert: „El Niño Modoki“, ein irregulärer El Niño, bei dem der zentrale Pazifik wärmer ist als der östliche Teil, sowie der Feuchtigkeitsverlust im Boden aufgrund eines Mangels an Bäumen, was zu einer geringeren Evapotranspiration und einer stärkeren Wärmeübertragung in die Atmosphäre führt.
Seit 2004 hat Indien 11 seiner 15 wärmsten Jahre seit Beginn der Temperaturaufzeichnung erlebt.

## Auswirkungen
Die Hitzewelle verursachte zahlreiche direkte Todesfälle und Krankheitsfälle. Im Bundesstaat Bihar waren laut Al Jazeera bis 18. Juni 184 Menschen hitzebedingt ums Leben gekommen, laut dem indischen Fernsehsender Zee News lag die Zahl der Todesopfer dort am 19. Juni 2019 bei 139.
Aber auch in anderen Regionen des Landes sind Todesfälle bekannt.
Schon Ende Mai 2019 hatte Maharashtra 8 Tote und 456 Krankheitsfälle aufgrund von Hitze gemeldet, Telangana meldete mindestens 17 Tote, und Andhra Pradesh 3 Tote und 433 diagnostizierte Fälle von Hitzschlag.
Als Reaktion auf die wachsende Zahl der Todesfälle durch Hitzewellen hatte die indische Regierung 2013 damit begonnen, lebensrettende Maßnahmen zu ergreifen. In Ahmedabad wurden beispielsweise die Schultage verkürzt, die staatlichen Arbeitsprogramme eingestellt und in belebten Gebieten freies Wasser verteilt, sowie öffentliche Gärten geöffnet, damit die Bewohner Schatten erhielten. Parthasarathi Ganguly, Professor für öffentliche Gesundheit, sagte, im Jahr 2014 habe durch diese Veränderungen die Zahl der Hitzetoten um 800 abgenommen.
Konflikte um Wassermangel sind trotzdem aufgetreten. Am 7. Juni wurden sechs Menschen in Jharkhand während eines Kampfes in der Nähe eines Wassertankers erstochen, und ein Mann wurde bei einem ähnlichen Kampf in Tamil Nadu getötet. In Madhya Pradesh wurden am 5. Juni bei einem Kampf um Wasser zwei Männer schwer verletzt, während am Vortag in einem anderen Kampf ein Wassertankerfahrer zusammengeschlagen wurde.
Als Reaktion auf die Kämpfe um Wasser in Madhya Pradesh wurden ab dem 8. Juni Polizisten eingesetzt, um Wassertanker und Wasserzapfstellen zu bewachen.